# Milada Matulová
Milada Matulová (6. září 1895 Brno – 27. května 1986 Praha), rozená Dvořáková, byla moravská spisovatelka.

## Životopis
Pokřtěná byla jako Milada Marie Josefa. Jejím otcem byl Rudolf Dvořák, středoškolský profesor a historik Moravy (* 1861), matkou Josefa Dvořáková, rozená Holubová (* 1873). Měla bratra Jaroslava.
Milada Matulová studovala 2 třídy měšťanské školy v Brně, 3 roky gymnázium v Zábřehu a 2 roky obchodní školu ve Vídni. 11. července 1919 vystoupila z církve katolické.
Provdala se 1. srpna 1914 v Zábřehu za středoškolského profesora a spisovatele Antonína Matulu, pozdějšího ministerského úředníka v Praze, který ji přivedl k literatuře. O prázdninách pomáhala manželovi v kulturní práci na vesnici. Také s ním podnikala řadu cest do zahraničí (Německo, Francie, Holandsko, Jugoslávie), o nichž psala cestopisné črty do novin (Lidové noviny, Lidový deník, Národní politika, Svobodné noviny), kam přispívala články, recenzemi, povídkami a črtami pro děti. Jinak přispívala i do časopisů: Česká osvěta, Havlíčkův kraj, Mladý venkov, Nový svět, Osvěta venkova, Venkov a Zvěstování.
V Praze XIX. Bubeneč bydlela na adrese Terronská 583.

## Dílo

### Próza
- Růžové údolí: román. Praha: Českomoravské podniky tiskařské a vydavatelské, 1928
- Žena venkovská v literatuře i životě. Praha: Svobodné učení selské, 1929
- Modravé výšiny: román. Praha: Novina, 1931
- Sluníčko: román. Praha: Novina, 1934
- Lašská balada: román. Praha: Novina, 1941